# Gilbert Kirwa
Gilbert Kirwa Kipruto (20 december 1985) is een Keniaanse atleet, die is gespecialiseerd in de lange afstand. Hij schreef enkele grote wegwedstrijden op zijn naam.

## Biografie
Hij begon met hardlopen nadat hij in 2005 door zijn vriend en Oegandees Nicholas Kiprono gevraagd om met hem mee te trainen. Dit maakte indruk op Jason Mbote en hij vroeg hem als gangmaker voor de marathon van Seoel in 2008. Dit was zijn eerste keer dat hij buiten Kenia kwam. Hij liep door tot 33 km en door zijn goede optreden kreeg hij een contract aangeboden van Gerard van de Veen.
In 2009 debuteerde hij zelf op de marathon. Hij won dat jaar de marathon van Wenen en de marathon van Frankfurt. De wedstrijd in Frankfurt won hij in een snelle 2:06.14, tevens zijn persoonlijk record. In juni dat jaar won hij de halve marathon van Hamburg in 1:01.52. In 2010 werd hij vierde bij de marathon van Honolulu. Het jaar erop stelde hij teleur door elfde te worden bij de Marathon Rotterdam.
In 2012 liep hij twee marathons in plaats waar hij eerder had gelopen. Hij werd vierde bij de marathon van Wenen en won hij een bronzen medaille bij de marathon van Frankfurt. In 2013 liep hij opnieuw twee marathons, namelijk Frankfurt en Tokio. In Tokio werd hij zesde en in Frankfurt moest hij de strijd voor de finish staken.

## Persoonlijke records
| Onderdeel      | Prestatie | Datum            | Plaats    |
| -------------- | --------- | ---------------- | --------- |
| 10 km          | 28.21     | 6 september 2015 | Tilburg   |
| 15 km          | 42.33     | 6 september 2015 | Tilburg   |
| 20 km          | 58.06     | 4 september 2010 | Lille     |
| halve marathon | 1:00.45   | 9 mei 2010       | Berlijn   |
| 25 km          | 1:11.58   | 9 mei 2010       | Berlijn   |
| 30 km          | 1:29.22   | 27 oktober 2013  | Frankfurt |
| marathon       | 2:06.14   | 25 oktober 2009  | Frankfurt |

## Palmares

### 10 km
- 2009:  Wiezoloop in Wierden - 28.10
- 2009:  Fortis Loopfestijn Voorthuizen - 28.28
- 2012: 4e Zwitserloot Dakrun in Groesbeek - 28.24

### 10 Eng. mijl
- 2015: 4e Tilburg Ten Miles - 45.41

### 20 km
- 2014:  20 km van Brussel - 59.05

### halve marathon
- 2009:  halve marathon van Eldoret - 1:02.45,9
- 2009:  halve marathon van Hamburg - 1:01.52
- 2012:  halve marathon van Zwolle - 1:01.45

### 25 km
- 2010:  25 km van Berlijn - 1:11.58

### marathon
- 2009:  marathon van Wenen - 2:08.21
- 2009:  marathon van Frankfurt - 2:06.14
- 2010:  marathon van Seoel - 2:06.59
- 2010: 4e marathon van Honolulu - 2:20.58
- 2011: 11e marathon van Rotterdam - 2:14.29
- 2012: 4e marathon van Wenen - 2:08.09
- 2012:  marathon van Frankfurt - 2:07.35
- 2013: 6e marathon van Tokio - 2:08.17
- 2014:  marathon van Seoel - 2:06.44
- 2014: 6e marathon van Gyeongju - 2:09.43
- 2015: 5e marathon van Parijs - 2:07.44
- 2015:  marathon van Toronto - 2:09.00,5